# Alexandr Karađorđević
Alexandr Karađorđević (srbsky: Александар Карађорђевић, Aleksandar Karađorđević) byl v letech 1842–1858 srbským knížetem. Patřil do dynastie Karađorđevićů. Byl druhým srbským vládcem z této dynastie a prvním srbským knížetem této dynastie.
Jeho otcem byl Karađorđe Petrović, zakladatel dynastie Karađorđevićů, a jeho matka byla Jelena Jovanovićová. Narodil se v roce 11. října 1806. Po porážce prvního srbského povstání vedeného jeho otcem žil v emigraci.

## Vláda
Vzhledem k nespokojenosti s protureckou vládou dynastie Obrenovićů byl po jejich sesazení 14. září 1842 srbským národním shromážděním (skupštinou) zvolen knížetem. Kníže Alexandr založil řadu nových institucí a začal reformy – například zdokonalení právního systému, budování pošt a telegrafů – s cílem zlepšit mladý srbský stát. Zastával prorakousky orientovanou politiku. [zdroj?]
Během maďarské revoluce ve Vojvodině v roce 1848, kníže Alexandr Karađorđević poslal srbské dobrovolníky, pod velením Stevana Knićanina na pomoc Srbům pro boj za autonomii. Jak vyplývá z národně-politického hnutí v roce 1848, knížeti Alexandrovi šlo o panslavistickou myšlenku sjednocení jihoslovanských/jugoslávských národů do jedné monarchie. Hlavním cílem bylo nahradit rakouské a turecké nadvlády u jižních Slovanů srbskou vládu pod hlavičkou "Velkého Srbska".
Ve vnitřní politice se kníže Alexandr Karađorđević dostal do konfliktu s členy rady, která vyvrcholila svoláním Národního shromáždění (Skupštiny) na den svatého Ondřeje, v prosinci 1858, která jej donutila k abdikaci. Poté se knížetem opět stal příslušník rodu Obrenovićů kníže Miloš Obrenović.
Alexandr Karađorđević odešel do exilu do Temešváru, kde zemřel 3. května 1885. Po jeho smrti se stal hlavou dynastie Karađorđevićů jeho syn Petr Karađorđević, budoucí srbský a jugoslávský král.